# Huete
Huete ist ein Ort und eine zentralspanische Gemeinde (municipio) mit nur noch 1.822 Einwohnern (Stand: 2024) im Norden der Provinz Cuenca in der Autonomen Region Kastilien-La Mancha. Huete gehört zur Kulturlandschaft der Alcarria und der von einem anhaltenden Bevölkerungsschwund betroffenen Serranía Celtibérica.

## Lage und Klima
Huete liegt auf der Westseite des Iberischen Gebirges in einer Höhe von ca. 690 m. Die Provinzhauptstadt Cuenca befindet sich gut 75 km (Fahrtstrecke) ostsüdöstlich. Das Klima im Winter ist gemäßigt, im Sommer dagegen warm bis heiß; die eher geringen Niederschlagsmengen (ca. 523 mm/Jahr) fallen – mit Ausnahme der nahezu regenlosen Sommermonate – verteilt übers ganze Jahr.

## Bevölkerungsentwicklung
| Jahr      | 1970 | 1981 | 1991 | 2001 | 2011 | 2021 |
| Einwohner | 2404 | 2628 | 2476 | 2141 | 2004 | 1746 |

Aufgrund der Mechanisierung der Landwirtschaft, der Aufgabe bäuerlicher Kleinbetriebe und des daraus resultierenden Verlusts von Arbeitsplätzen auf dem Lande ist die Einwohnerzahl der Gemeinde seit der Mitte des 20. Jahrhunderts stark rückläufig (Landflucht).

## Sehenswürdigkeiten
- Ruinen der Burg von Huete (auch: Alcazaba de Wabda oder Castillo de Luna)

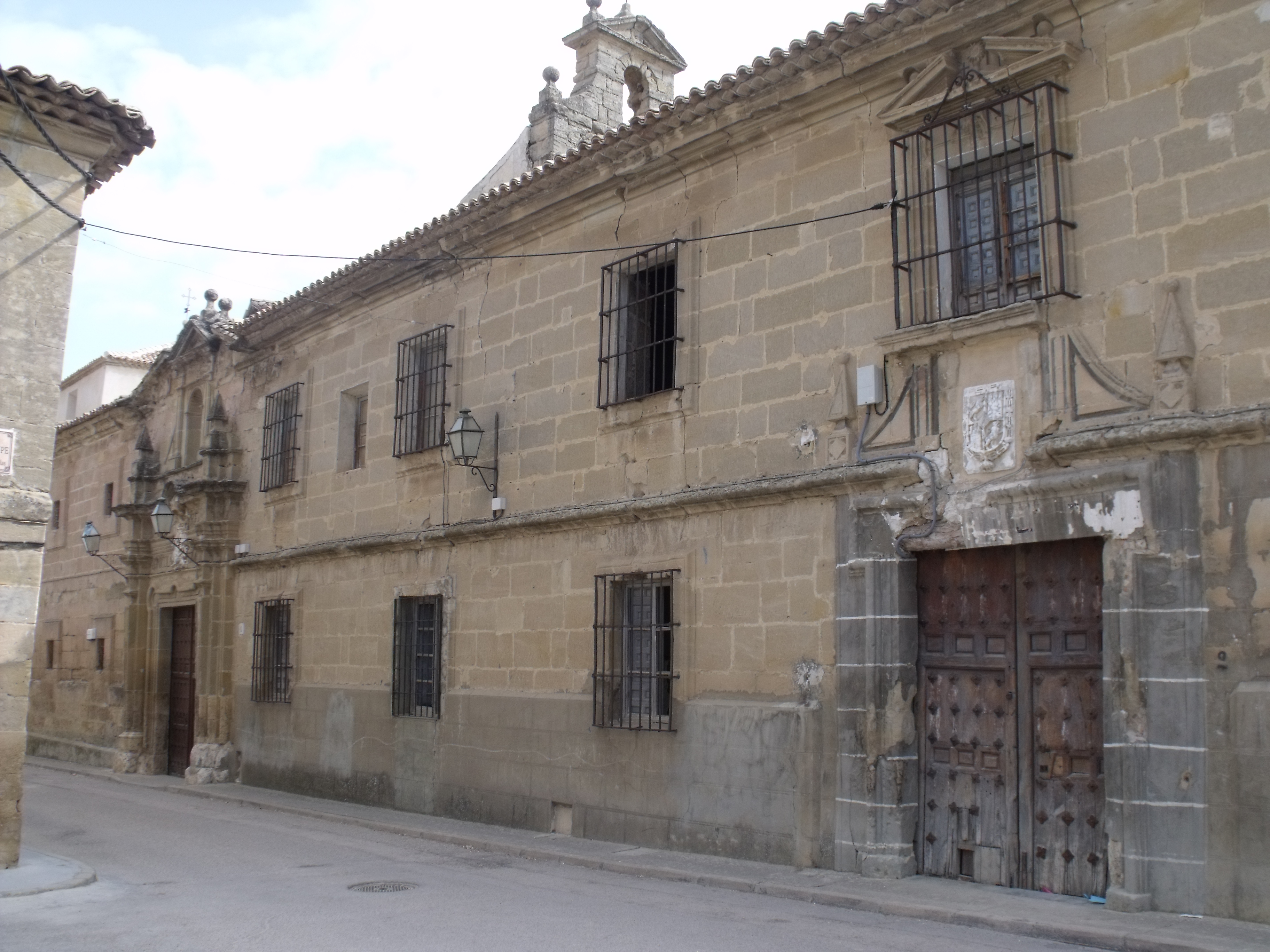
Alter Jesuitenkonvent
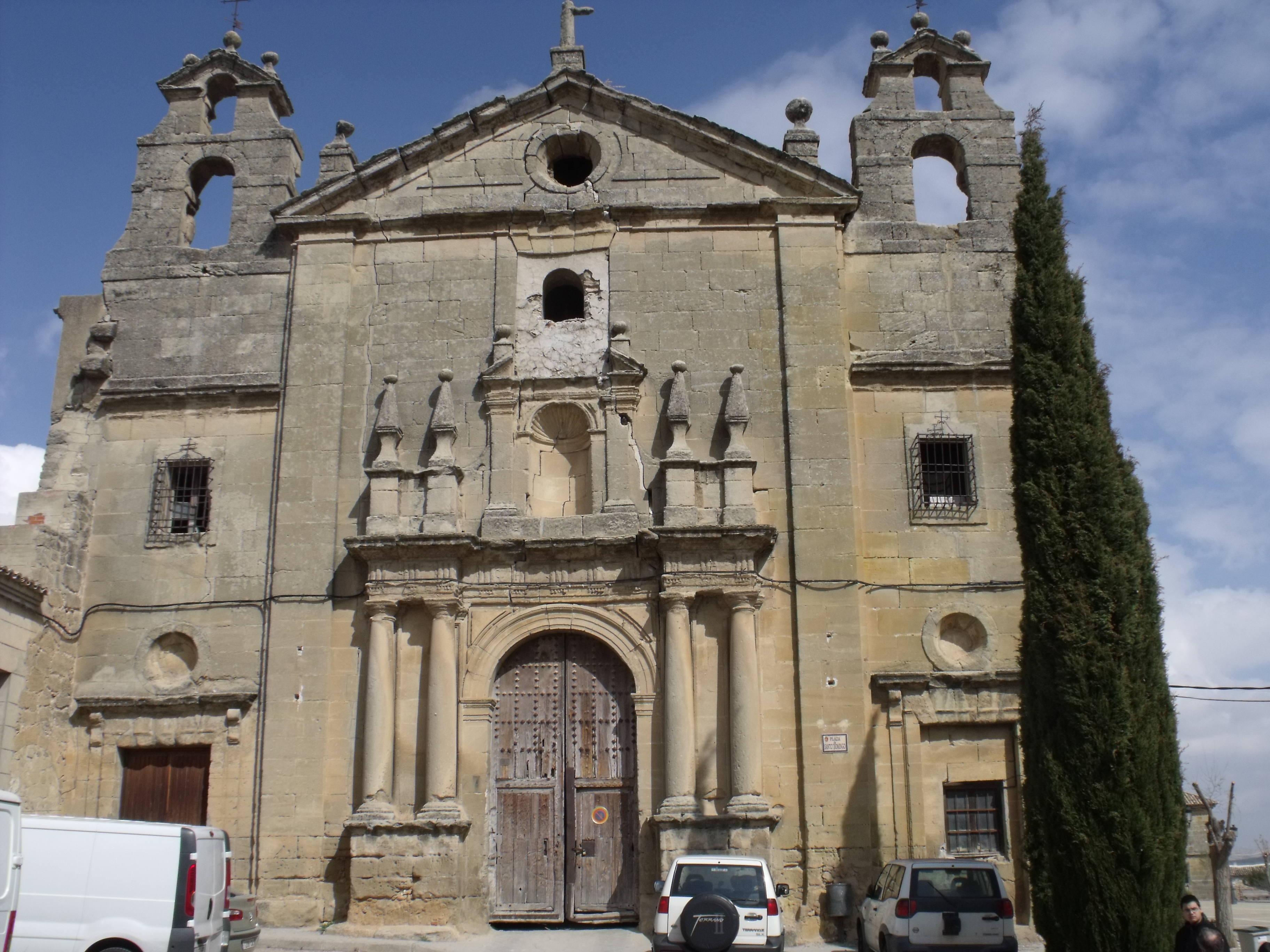
Dominikuskirche

- Dominikuskirche in Huete
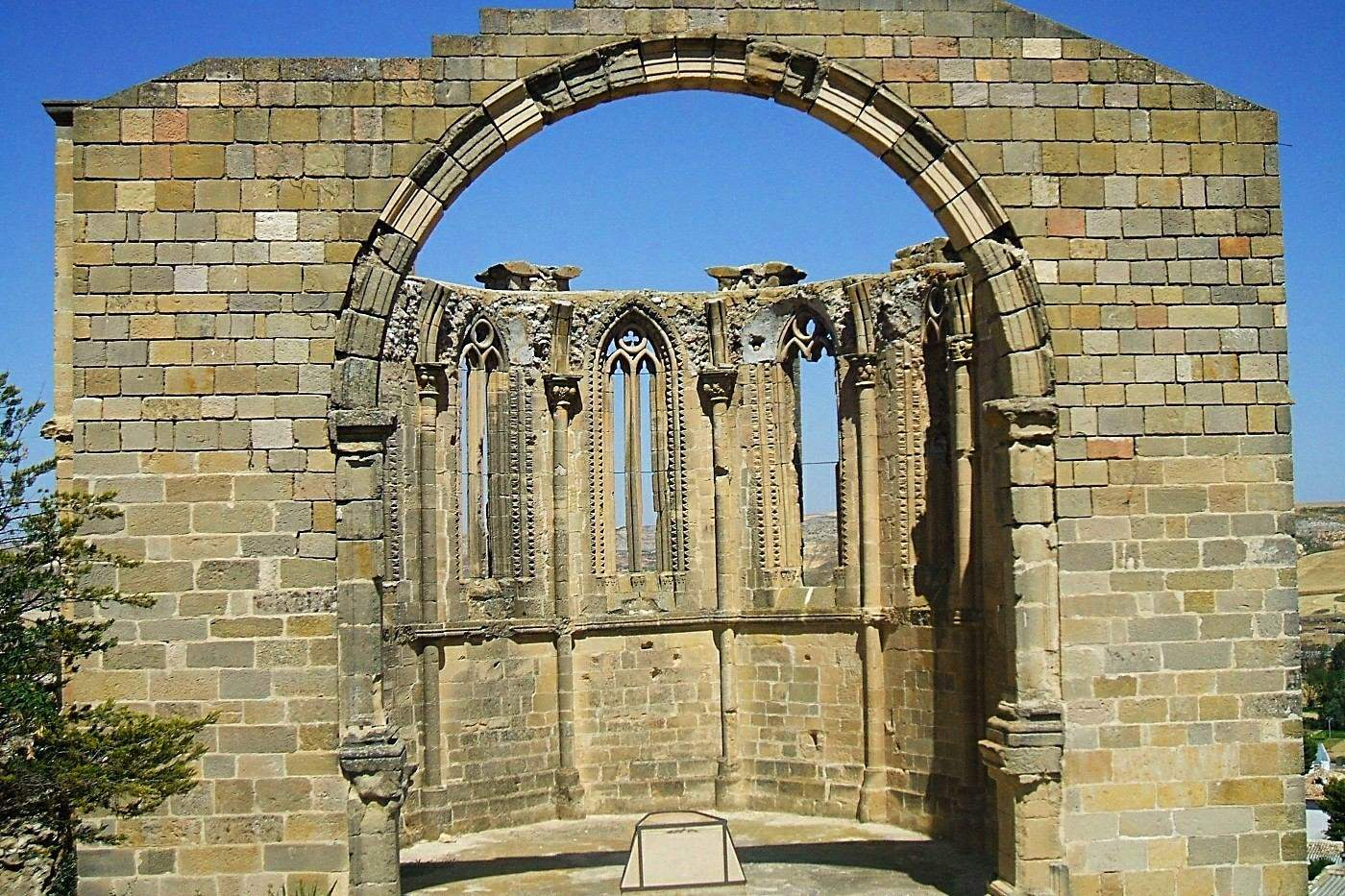
Ruine der Marienkirche in Atienza
- Peterskirche
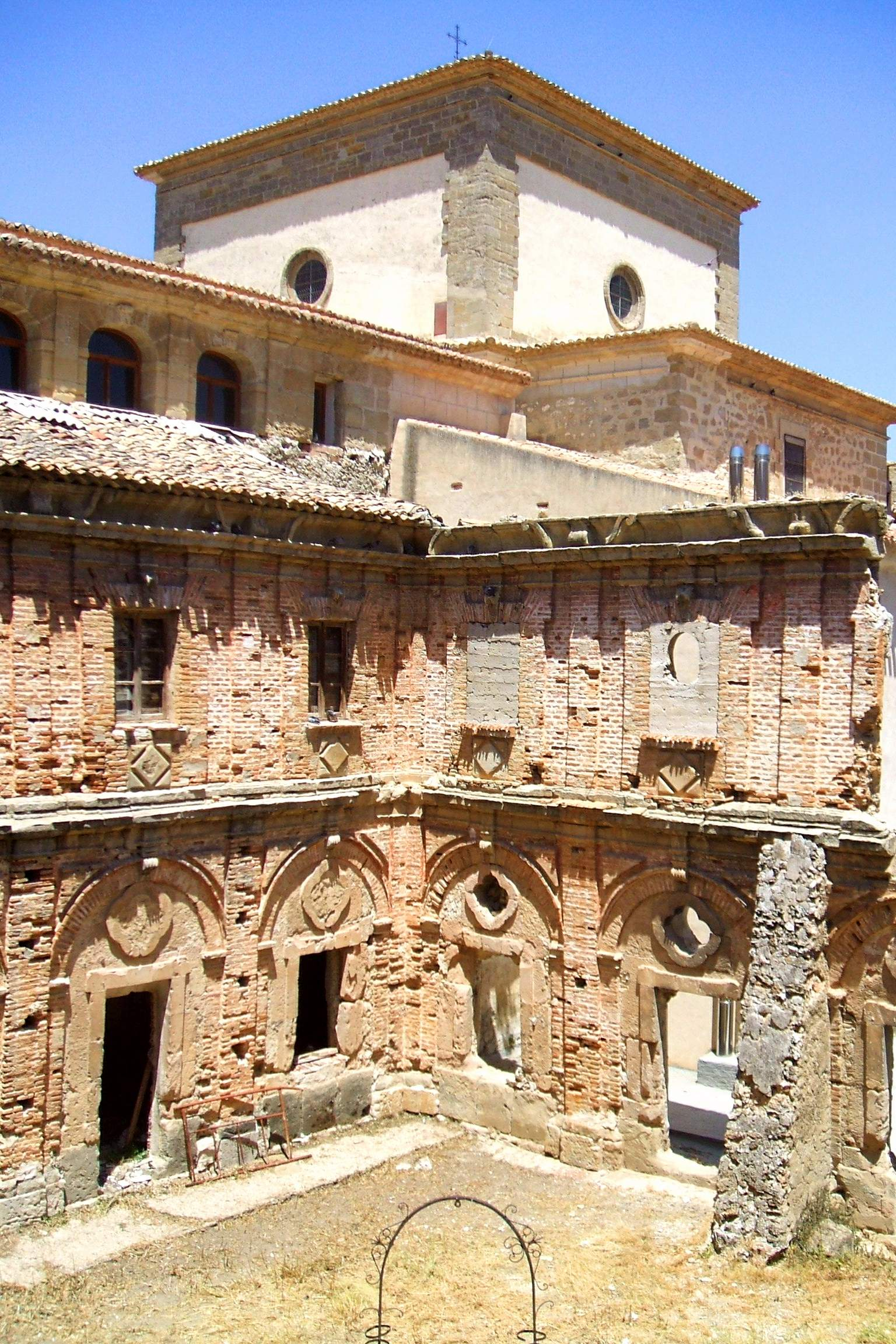
Kloster La Merced
- Sebastianuskapelle
- Rathaus
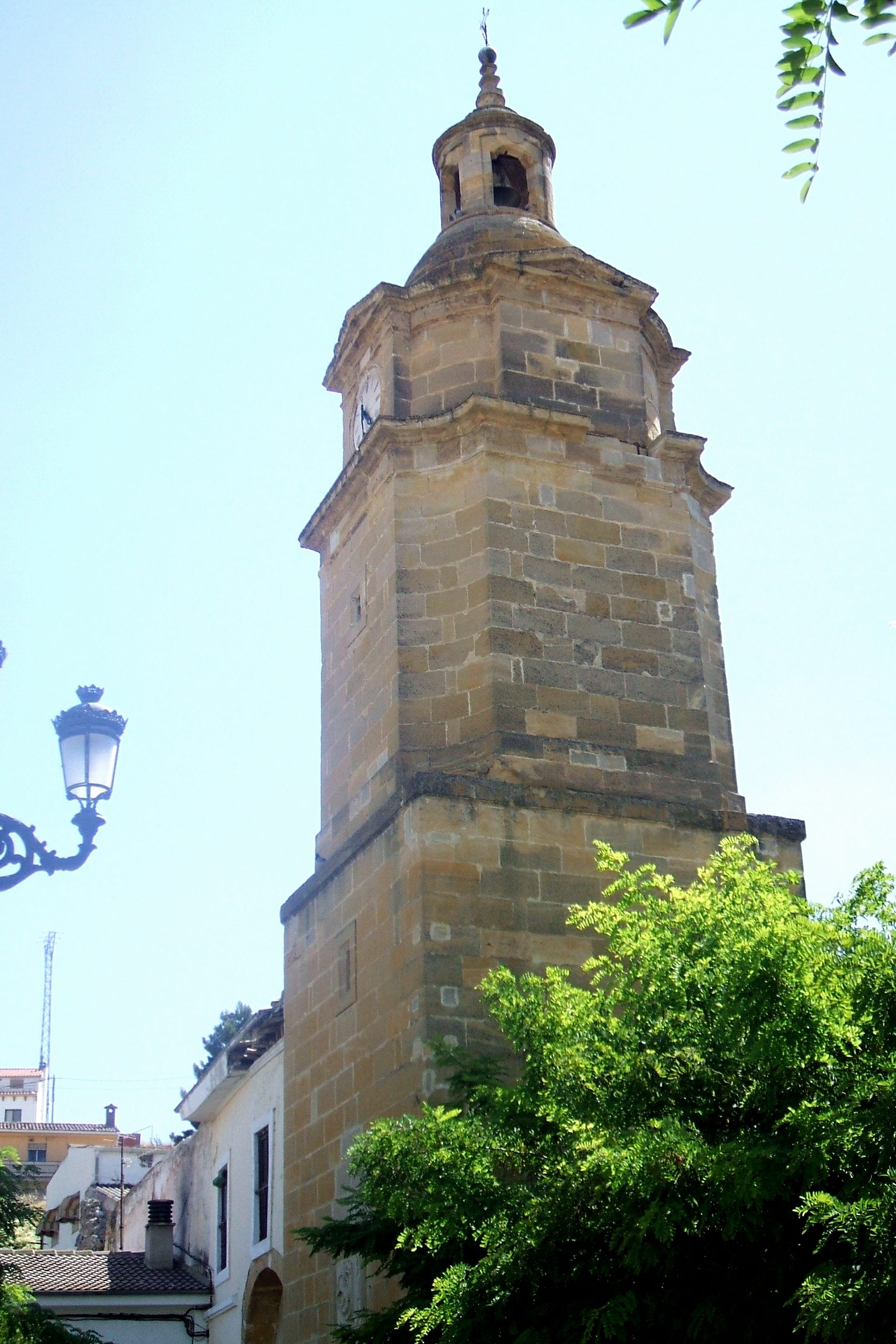
Uhrenturm

- Alter Jesuitenkonvent
- Dominikuskirche
- Ruine der Marienkirche
- Kloster La Merced
- Uhrenturm

## Persönlichkeiten
- Juan Alfonso de Lancina (1649–1703), Politiker und Übersetzer, Kommentator der Annalen des Tacitus
- Diego Antonio de Parada (1698–1779), Bischof von La Paz (1752–1762) und Erzbischof von Lima (1762–1779)